# Foetorepus agassizii
Espèce
Foetorepus agassizii est une espèce de poissons d'eau de mer appartenant à l'ordre des Perciformes.